# La Bruixeta
La Bruixeta és una muntanya de 192 metres que es troba entre els municipis de la Torre de l'Espanyol i Vinebre, a la comarca catalana de la Ribera d'Ebre.